# Emmbrook Engineering
Emmbrook Engineering Limited war ein britischer Hersteller von Automobilen.

## Unternehmensgeschichte
Bill Atikinson und Tony Waller, die zuvor bei Piper Cars tätig waren, gründeten 1971 das Unternehmen in Wokingham in der Grafschaft Berkshire. Sie begannen mit der Produktion von Automobilen und Kits. Der Markenname lautete weiterhin Piper. 1973 erfolgte der Umzug nach South Willingham in Lincolnshire. 1974 endete die Produktion. Insgesamt entstanden über 40 Exemplare. Außerdem fertigte das Unternehmen ein Modell, das als Emmbrook vermarktet wurde.

## Fahrzeuge
Vom Piper P 2 entstanden 41 Exemplare.
Der Emmbrook 3000 GT hatte einen Gitterrohrrahmen. Ein V6-Motor von Ford mit 3000 cm³ Hubraum und 140 PS trieb das Fahrzeug an. Die Höchstgeschwindigkeit war mit 215 km/h angegeben.